# Daniel Allsopp

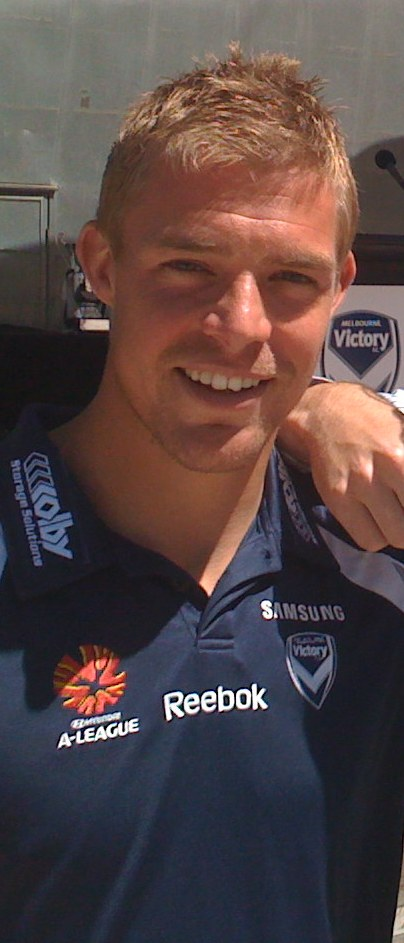
Daniel Allsopp

Daniel ("Danny") Lee Allsopp (Melbourne, 10 augustus 1978) is een voormalig Australische voetballer. Hij speelde sinds 2005 als aanvaller voor Melbourne Victory.

## Clubvoetbal
Allsopp begon zijn profloopbaan is 1995 bij South Melbourne FC. In 1997 ging hij voor Carlton SC spelen, maar de aanvaller bleef slechts één seizoen. In 1998 vertrok Allsopp naar Engeland, waar hij speelde voor Manchester City (1998-1999, 2000), Notts County FC (1999, 2000-2003) Wrexham AFC (2000), Bristol Rovers FC (2000) en Hull City AFC (2003-2005). Uiteindelijk keerde Allsopp in 2005 terug naar Australië om met Melbourne Victory in de nieuwe A-League te gaan spelen. In het seizoen 2006/2007 werd hij met de club kampioen en de aanvaller werd met elf doelpunten bovendien topscorer van de A-League.

## Nationaal elftal
Allsopp werd in 1995 met vijf doelpunten topscorer op het WK Onder-17 in Ecuador. Zijn debuut voor het Australisch nationaal elftal bleef lang uit, maar in juni 2007 speelde de aanvaller uiteindelijk tegen Uruguay zijn eerste interland voor de Socceroos.